# چیه کیمورا
چیه کیمورا (انگلیسی: Chie Kimura؛ زادهٔ ۸ آوریل ۱۹۸۰) بازیکن هاکی روی چمن زن اهل ژاپن است.